# SEAT
SEAT, S.A. (Sociedad Española de Automóviles de Turismo) je španski proizvajalec avtomobilov. Sedež podjetja in ena od tovarn je v Martorellu, v bližini Barcelone. Podjetje je leta 1950 ustanovil španski holding Instituto Nacional de Industria (INI). Danes je SEAT podružnica skupine Volkswagen GroupSEAT-ov oddelek "SEAT Sport" proizvaja športne avtomobile.
Leta 2000 je bila letna proizvodnja okrog 500000 vozil. Do leta 2006 proizvedli okrog 16 milijonov avtomobilov, od tega 6 milijonov v Martorellu. Okrog tri četrtine proizvodnje izvozijo v 70 držav po svetu. 

## Trenutni modeli
| Mii              | Ibiza                          | Toledo              | León                           | Altea         | Altea XL      | Alhambra  |
| ---------------- | ------------------------------ | ------------------- | ------------------------------ | ------------- | ------------- | --------- |
| Mestni avtomobil | Supermini                      | Kompaktni avtomobil | Kompaktni avtomobil            | Kompaktni MPV | Komapktni MPV | Velik MPV |
| - 3DR - 5DR      | - SC (Sports Coupé) - 5DR - ST | - 5DR               | - SC (Sports Coupé) - 5DR - ST | - MPV         | - MPV         | - MPV     |
|                  |                                |                     |                                |               |               |           |

### FR modeli
| Ibiza FR                  | León FR/FR+               |
| ------------------------- | ------------------------- |
| Supermini                 | Kompaktni avtomobil       |
| - SC (Sports Coupé) - 5DR | - SC (Sports Coupé) - 5DR |
|                           |                           |

### Cupra modeli
| Ibiza Cupra         | Ibiza Cupra Bocanegra | León Cupra R        |
| ------------------- | --------------------- | ------------------- |
| Supermini           | Supermini             | Kompaktni avtomobil |
| - SC (Sports Coupé) | - SC (Sports Coupé)   |                     |
|                     |                       |                     |

## Modeli v preteklosti
- 1400 A / 1400 B / 1400 C (1953–1963)
- 600 N / 600 D / 600 E / 600 L (1957–1973)
- 1500 / 1500 Familiar (1963–1972)
- 800 (1963–1968)
- 850 (1966–1974)
- 850 Coupé (1967–1972)
- 850 Spyder (1970–1972)
- 850 Sport Coupé (1967)
- 124 / 124 Familiar (1968–1980)
- 1430 (1969–1975)
- 124 Sport (1970–1975)
- 127 (1972–1982)
- 132 (1973–1982)
- 133 (1974–1981)
- 131 / 131 Familiar (1975–1983)
- 1200 Sport (1975–1981)
- 128 (1976–1980)
- Ritmo (1979–1983)
- Panda (1980–1986)
- Ronda (1982–1986)
- Trans (1982–1986)
- Fura (3/5-doors) (1982–1986)
- Ibiza Mk1 (3/5-doors) (1984–1993)
- Málaga (1985–1992)
- Terra / Terra box (1987–1996)
- SEAT Marbella (1986–1998)
- Toledo Mk1 (1991–1998)
- SEAT Ibiza (1993–2002)
- Córdoba / Córdoba SX / Córdoba Vario Mk1 (1993–2002)
- Inca Kombi / Inca Van (1995–2003)
- Alhambra Mk1 (1996–2010)
- Arosa (1997–2004)
- Toledo Mk2 (1998–2004)
- León Mk1 (1999–2005)
- Ibiza Mk3 (2002–2008)
- Córdoba Mk2 (2002–2009)
- Toledo Mk3 (2004–2009)
- Altea (2004–present)
- León Mk2 (2005–2012)
- Ibiza Mk4 (SC/5-doors/ST) (2008–danes)
- Exeo (2008–danes)
- Alhambra Mk3 (2010–danes)
- Mii (2011–danes)
- Toledo Mk4 (2012–danes)
- León Mk3 (2013–danes)

## Konceptni avtomobili
- 1400 A Descapotable
- 600  (Ženeva, 1955)
- 750 Sport (Barcelona, 1957)
- 600 Multiple (Barcelona, 1959)
- Ibiza Mk1 cabrio
- Proto TLD (Torino, 1988)
- Proto T (Frankfurt, 1989)
- Proto C (Pariz, 1990)
- Proto TL (Ženeva, 1990)
- Marbella Playa (Frankfurt, 1991)
- Toledo Mk1 exclusive (Ženeva,1992)
- Toledo Mk1 electric (1992)
- Concepto T Coupé (Pariz, 1992)
- Concepto T Cabrio (Barcelona, 1993)
- Ibiza Mk2 electric (1993)
- Córdoba Mk2 cabrio
- Rosé (1994)
- Inca electric (Hanover, 1995)
- Alhambra prototip (Ženeva, 1995)
- Bolero (Ženeva, 1998)
- Toledo Cupra  (1999)
- Fórmula (Ženeva, 1999)
- Salsa (Ženeva, 2000)
- Salsa Emoción (Pariz, 2000)
- León Cupra R  (Barcelona, 2001)
- Tango roadster/Tango spyder/Tango coupé/Tango Racer (Frankfurt, 2001)
- Arosa City cruiser (Frankfurt, 2001)
- Arosa Racer (Frankfurt, 2001)
- Altea Prototipo (Frankfurt, 2003)
- Cupra GT (Barcelona, 2003)
- Toledo Prototipo (Madrid, 2004)
- León Prototipo (Ženeva, 2005)
- Altea FR Prototipo (Frankfurt, 2005)
- Altea 2 litre 170 hp TDI prototip (2005)
- Ibiza Vaillante (Ženeva, 2006)
- León Pies Descalzos (Berlin, 2007)
- Altea Freetrack Prototipo (Ženeva, 2007)
- Tribu concept (Frankfurt, 2007)
- Bocanegra (Ženeva, 2008)
- León Ecomotive (Ženeva, 2009)
- León Twin drive (Martorell, 2009)
- IBZ concept (Frankfurt, 2009)
- IBE concept I (Ženeva, 2010)
- IBE concept II (Pariz, 2010)
- IBX concept (Ženeva, 2011)
- IBL concept (Frankfurt, 2011)
- Altea Electric XL Ecomotive (2011)
- Toledo (Ženeva, 2012)